# Daniel Lipšic
Daniel Lipšic (ur. 8 lipca 1973 w Bratysławie) – słowacki prawnik, polityk i parlamentarzysta, wicepremier i minister sprawiedliwości (2002–2006), w latach 2010–2012 minister spraw wewnętrznych w rządzie Ivety Radičovej.

## Życiorys
W latach 1991–1996 studiował prawo na Uniwersytecie Komeńskiego w Bratysławie. W 1994 przebywał na stypendium na Uniwersytecie Georgetown w Waszyngtonie oraz na Uniwersytecie Minnesoty w Minneapolis. Po ukończeniu studiów pracował m.in. w wojskowej prokuraturze obwodowej w Preszowie oraz w kancelarii adwokackiej Valko & Partners. W 1997 odbył studia podyplomowe na Wydziale Prawa UK w Bratysławie, później kształcił się na Harwardzkiej Szkole Prawniczej w Cambridge w USA (1998–2000).
W działalność polityczną zaangażował się w wieku 18 lat, wstępując do organizacji młodzieżowej Občiansko-demokratická mládež, której przewodniczącym pozostawał w latach 1991–1995. Po wygraniu wyborów przez opozycję demokratyczną w 1998 zatrudniony w Ministerstwie Sprawiedliwości jako kierownik departamentu (1998–2002), zajmował się m.in. budową niezależnej służby cywilnej. W 2000 wybrano go na wiceprzewodniczącego Ruchu Chrześcijańsko-Demokratycznego (KDH) ds. polityki wewnętrznej (do 2006). W 2009 został wiceprzewodniczącym KDH ds. wewnętrznych i sprawiedliwości.
W 2002 uzyskał mandat posła do Słowackiej Rady Narodowej z listy KDH, następnie objął funkcję wicepremiera oraz ministra sprawiedliwości w drugim rządzie Mikuláša Dzurindy. Na początku lutego 2006 wraz z innymi politykami KDH podał się do dymisji na skutek kontrowersji dotyczących wprowadzenia tzw. klauzuli sumienia w słowackim prawie, która umożliwiałaby m.in. rezygnację z przerywania ciąży lekarzom przeciwnym aborcji. W 2006 ponownie zdobył mandat posła. Stał się jednym z czołowych ekspertów opozycji w dziedzinie prawa, w imieniu KDH protestował wobec uchwalonej w grudniu 2007 ustawy o wywłaszczeniach. Opowiedział się przeciwko przerywaniu ciąży, a także za prowadzeniem przez państwo polityki prorodzinnej.
W 2010 i 2012 po raz trzeci i czwarty z rzędu był wybierany do krajowego parlamentu. 9 lipca 2010 objął funkcję ministra spraw wewnętrznych w rządzie Ivety Radičovej, pełnił ją do 4 kwietnia 2012. W tym samym roku odszedł z KDH, zakładając własne ugrupowanie pod nazwą Nowa Większość. W 2016 ponownie uzyskał mandat deputowanego do Rady Narodowej.
We wrześniu 2016, jadąc samochodem, potrącił starszego mężczyznę, który zmarł. W tym samym miesiącu polityk zrezygnował z mandatu poselskiego. Ustąpił później także z kierowania partią NOVA.
W 2021 powołany na stanowisko prokuratora specjalnego.

## Życie prywatne
Żonaty z Beáta Oravcovą; zamieszkał w Bratysławie.